# Ian Gillan Band
Ian Gillan Band — британская группа, созданная Иэном Гилланом, вокалистом Deep Purple, в 1975 году. Просуществовала до 1978 года, когда Иэн Гиллан распустил группу и собрал другой коллектив под названием Gillan, исполнявший музыку более явной хард-роковой направленности.

## История
После ухода из Deep Purple в 1973 году, Иэн Гиллан покидает музыкальный бизнес и пробует себя в другом: приобретает фирму, производящую мотоциклы, и отель. Всё это в конце концов окончилось ничем. В 1975 году Гиллан принял участие в концерте Роджера Гловера Butterfly Ball. Тёплый приём, оказанный Гиллану, побудил его собрать новую группу.
Новая группа вначале была названа Shand Grenade, но вскоре Гиллан изменил название на Ian Gillan Band. В группу также вошли: бывший участник Spencer Davis group и After tea гитарист Рэй Фенвик, басист Джон Густафсон, ранее игравший в Episode Six и Quatermass, клавишник Майк Моран и барабанщик Марк Носиф. Роджер Гловер стал продюсером их первого альбома Child in Time, вышедшего в 1976 году. В том же году Моран покинул группу, новым клавишником стал Мики Ли Соул, уволенный Ричи Блэкмором из Rainbow, но перед записью второго альбома Clear Air Turbulence его заменил Колин Таунс.
Несмотря на название, коллектив не был просто аккомпанирующим составом Иэна Гиллана; как и в Deep Purple авторство всех песен было коллективным. Группа имела некоторый успех в Японии и Европе, но потерпела полное фиаско в США: джаз-фьюжн не был понят поклонниками ни поп-, ни рок-музыки.
На третьем альбоме группы Scarabus, вышедшем в 1977 году, черты рока проявлены сильнее. Но альбом, выпущенный в пору расцвета панк-рока, не имел никакого успеха за пределами Японии, что привело к потере контракта с Island Records.
По словам басиста группы Джона Густафсона, «Гиллан решил, что ему не нравится направление группы и хотел сделать больше ро́ковые вещи. В действительности, ему следовало проявить волю намного раньше. Я лично ожидал вещей а-ля Deep Purple, но он позволил нам делать все, что мы хотели».
В 1978 году Гиллан распустил группу, оставив только Колина Таунса, и собрал новую, которая получила название Gillan. По словам Иэна, у него не хватило смелости уволить остальных ребят, так что он просто покинул свою собственную группу.

## Музыканты
- Иэн Гиллан — основной вокал (1975—1978)
- Рэй Фенвик[англ.] — гитары (1975—1978)
- Джон Густафсон — бас-гитара (1975—1978)
- Марк Носиф — ударные (1975—1978)
- Майк Моран — клавишные (1975—1976)
- Мики Ли Соул — клавишные (1976)
- Колин Таунс — клавишные (1976—1978)

## Дискография
| год  | название                                                            | наивысшее место | наивысшее место |
| год  | название                                                            | UK              | SWE             |
| ---- | ------------------------------------------------------------------- | --------------- | --------------- |
| 1976 | Child in Time - Дата: июль 1976 - Лейбл: Island                     | 55              | 36              |
| 1977 | Clear Air Turbulence - Дата: 15 апреля 1977 - Лейбл: Island         | —               | —               |
| 1977 | Scarabus - Дата: октябрь 1977 - Лейбл: Island                       | —               | —               |
| 1977 | Live at the Budokan vol.1 - Дата: 1977 - Лейбл: Eastworld, Virgin   | —               | —               |
| 1978 | Live at the Budokan Vol.2 - DateДата1978 - Лейбл: Eastworld, Virgin | —               | —               |

### Синглы
- «You Make Me Feel So Good»/«Shame» (1976)
- «Twin Exhausted / Five Moons» (1977)
- «Country Lights / Poor Boy Hero» (1977)
- «Mad Elaine» / «Mercury High» (1978)
- «Smoke on the Water/Mad Elaine» (1978) — live

### Angel Air RecordsReleases
- The Rockfield Mixes (1997)
- Live: Yubin Chokin Hall, Hiroshima (2001)[5]
- Anthology (2002)[6]
- Live at the Rainbow 1977 (2002)[7]
- Live at the Rainbow 1977, contains Concert 33 mins & Rarities 23 mins (2003) (DVD)[8]
- Rarities 1975—1977, (2003)[9]
- The Rockfield Mixes Plus (2004)[10]